# Nervio maxilar
El nervio maxilar (V2) es una de las tres ramas del nervio trigémino. El nervio maxilar recibe información sensitiva de la duramadre de la fosa craneal media y anterior, de la nasofaringe, el maxilar, la cavidad nasal, los dientes del maxilar superior, y la piel que recubre el párpado inferior, la mejilla, el labio superior, y la zona lateral de la nariz.

## Trayecto
Después de nacer del ganglio trigeminal, pasa a través del seno cavernoso, y abandona el cráneo por el agujero redondo, entrando en la fosa pterigopalatina. Cruza dicha fosa en dirección anterior, para luego penetrar en órbita por la fisura orbitaria inferior, para salir luego por el surco y foramen infraorbitario, llamándose ahora nervio infraorbitario.
En su camino por la fosa pterigopalatina emite dos ramas para el ganglio pterigopalatino. Además, fibras parasimpáticas de ese ganglio, más fibras simpáticas del plexo carotídeo se unen a ramas del nervio maxilar en esta fosa, para abandonarla juntas, como ramas orbitarias, palatinas, nasales y faríngeas.

## Ramas
En su recorrido, el nervio maxilar da numerosas ramas:
- Ramo meníngeo
- Nervio cigomático
  - Rama cigomaticotemporal
  - Rama cigomaticofacial
- Ramas orbitarias
- Ramos ganglionares
- Nervio palatino mayor
  - Nervios nasales posteroinferiores
- Nervio palatino menor
- Nervio faríngeo
- Nervio alveolar superior posterior
- Nervio infraorbitario
  - Nervios alveolares superior medio y superior anterior
  - Ramas nasales
  - Ramas palpebrales
  - Ramas labiales superiores